# 福克斯里弗格羅夫 (伊利諾伊州)
福克斯里弗格羅夫（英語：Fox River Grove）是位於美國伊利諾伊州萊克縣和麥克亨利縣的一個村落。

## 地理
福克斯里弗格羅夫的座標為42°11′44″N 88°13′00″W / 42.19556°N 88.21667°W，而該地最高點為海拔高度249米（即817英尺）。

## 人口
根據2010年美國人口普查的數據，福克斯里弗格羅夫的面積為4.49平方千米，當中陸地面積為4.49平方千米，而水域面積為0.00平方千米。當地共有人口4854人，而人口密度為每平方千米1,081人。